# چنالی بالا
چنالی بالا، روستایی در دهستان سورک بخش لیردف شهرستان جاسک در استان هرمزگان ایران است.

## جمعیت
بر پایه سرشماری عمومی نفوس و مسکن در سال ۱۳۹۵، جمعیت این روستا برابر با ۱۳۷ نفر (۴۱ خانوار) بوده‌است.